# جادامبا نارانتونگالاگ
جادامبا نارانتونگالاگ (انگلیسی: Jadamba Narantungalag؛ زادهٔ ۱۶ دسامبر ۱۹۷۵) جودوکار، ورزشکار هنرهای رزمی ترکیبی و کاراته‌کا اهل مغولستان است.